# The Rolling Stones British Tour 1966
Dwudziesta druga w historii i ostatnia z czterech tras koncertowych odbytych w 1966 roku przez grupę The Rolling Stones.

## The Rolling Stones
- Mick Jagger – wokal, harmonijka
- Keith Richards – gitara, wokal wspierający
- Brian Jones – gitara, harmonijka, wokal wspierający
- Bill Wyman – gitara basowa, wokal wspierający
- Charlie Watts – perkusja, instrumenty perkusyjne

## Lista koncertów
| Data                           | Miasto              | Kraj    | Miejsce                  |
| ------------------------------ | ------------------- | ------- | ------------------------ |
| 23 września 1966               | Londyn              | Anglia  | Royal Albert Hall        |
| 24 września 1966 2 koncerty    | Leeds               | Anglia  | Odeon Theatre            |
| 25 września 1966 2 koncerty    | Liverpool           | Anglia  | Liverpool Empire Theatre |
| 28 września 1966 2 koncerty    | Manchester          | Anglia  | Apollo Theatre           |
| 29 września 1966 2 koncerty    | Stockton-on-Tees    | Anglia  | ABC Theatre              |
| 30 września 1966 2 koncerty    | Glasgow             | Szkocja | Odeon Theatre            |
| 1 października 1966 2 koncerty | Newcastle upon Tyne | Anglia  | Newcastle City Hall      |
| 2 października 1966 2 koncerty | Ipswich             | Anglia  | Gaumont Theatre          |
| 6 października 1966 2 koncerty | Birmingham          | Anglia  | Odeon Theatre            |
| 7 października 1966 2 koncerty | Bristol             | Anglia  | Colston Hall             |
| 8 października 1966 2 koncerty | Cardiff             | Walia   | Capitol Theatre          |
| 9 października 1966 2 koncerty | Southampton         | Anglia  | Gaumont Theatre          |